# Vera Deakin White

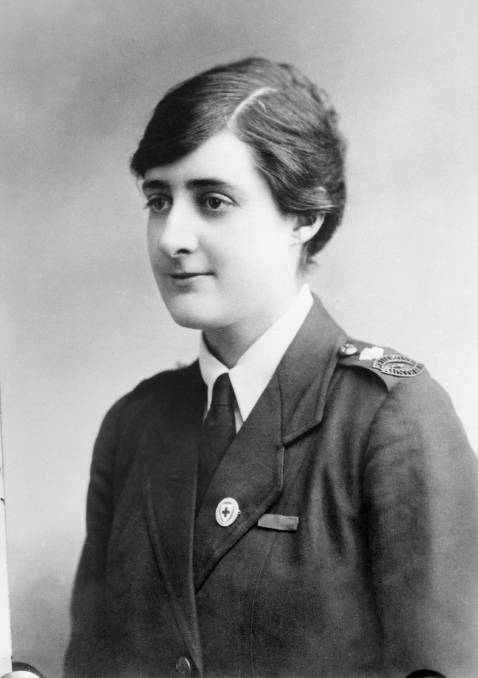
Imagem de Vera Deakin White.

Vera Deakin, Lady White, OBE (25 de dezembro de 1891 - 9 de agosto de 1978) foi uma humanitária australiana conhecida pelo seu longo envolvimento com a Cruz Vermelha australiana. Em 1915, aos 23 anos, ela criou o Australian Wounded and Missing Inquiry Bureau para ajudar as famílias dos soldados. O bureau, inicialmente com sede no Cairo e depois em Londres, respondeu a milhares de pedidos de informações durante a Primeira Guerra Mundial. Foi aqui que conheceu aquele que viria a ser o seu marido, Thomas White.